# ناجي فريد
ناجي فريد تادرس بشاي (12 فبراير 1964، القاهرة - ) هو فنان تشكيلي ونحات مصري معاصر، حاصل على جائز الدولة التشجيعية في الفنون 2016، وشارك في بينالي البندقية ممثلا لمصر في دورة 2005. له أعمال ميدانية في أكثر من 20 دولة من خلال مشاركته في الملتقيات الدولية للنحت وحاصل على العديد من الجوائز النحتية المحلية والدولية.

## نشأته وتعليمه
ولد ناجي فريد في 12 فبراير عام 1964 بالقاهرة، وحاصل على بكالريوس من كلية التريية الفنية عام 1990، وحاصل على أول جائزة من صالون الشباب أثناء دراسته عامي 1989 (الدورة التأسيسية) و1990 (الدورة الثانية)، حيث شارك في العديد من المعارض الدولية منها بينالي القاهرة الدولي في دوراته من 1994 إلى 2002 وبينالي البندقية عام 2005، وشارك في تصميم وتنفيذ البوابة الداخلية للمتحف القومي للحضارة المصرية بالفسطاط، وهو عضو سابق بالمجلس الأعلى للثقافة، وعضو اللجنة العليا لمنتدى أسوان من 1998-2017. كما شغل منصب مدير عام للمنتدى الأول للنحت عالجرانيت بمكتبة الأسكندرية 2007، ومدير عام لصالون النحت على الخامات النبيلة في دورته الأولى عام 2005، وعضو لجنة تحكيم صالون الشباب 2001 و2019.

## الأسلوب الفني
الفنان ناجي فريد يدمج بين أساليب الحداثة. وتتميز أعماله بالدمج مابين مادتين مثل الأحجار والمعادن لإيجاد تفاعل درامي مختلف، يثري الحالة الديناميكية والجمالية في صياغة الكتلة، متأثرا بالأساليب النحتية للمصريين القدماء في دمج مواد مثل الخشب والنحاس والذهب والأحجار، وتألفها في صياغة هرمونية يعطي عمق لأفكاره والحالة التعبيرية للعمل النحتي.

## أهم أعماله
- الملك: عمل نحتي صرحي من الجرانيت الأسواني والبرونز، وحدى مقتنيات متحف الفن الحديث بالقاهرة.
- تحت الشمس: عمل نحتي صرحي من الرخام والإستانلس ستيل، إحدى مقتنيات مدينة دراما باليونان.
- تحت القمر: عمل نحتي من صرحي من الرخام والإستانلس ستيل، إحدى مقتنيات مدينتي بالقاهرة الجديدة
- أدم: عمل نحتي من الخشب والبرونز
- حواء: عمل نحتي من الخشب والبرونز

## المعارض والمشاركات الدولية
- المعرض العام للفنون التشكيلية (الدورة ال 21 و 22) 1991/1990
- مسابقة مختار للنحت 1991
- معرض فن النحت المعاصر 1991
- صالون الشباب من دورته الأولى إلى إلى الثامنة 1989-1996
- تريناللي الخزف الدولي 1993
- بينالي القاهرة الدولي في دوراته الثانية والرابعة والخامسة 2000/1998/1994
- المعرض السنوي للفنانين التشكيلين المتفرغين 1995-2000
- منتدى النحت الدولي بأسوان 2006/2002/1998
- المعرض القومي للفنون التشكيلية من دوراته الحادية والعشرين إلى التاسعة والعشرين (خلال 1990-2005)
- صالون الأعمال الفنية الصغيرة في دوراته الثانية والخامسة 2002/1998
- منتدى «إحتفال الشتاء» الدولي - البوسنة والهرسك 2001
- منتدى اللاذقية الدولي للنحت - سوريا 2002
- منتدى قرطبة الدولي للنحت - أسبانيا 2004
- منتدى راشانا الدولي للنحت - لبنان 2004
- بينالي فينيسيا في دورته ال 51 - إيطاليا 2005
- منتدى نيقيا الدولي للنحت - اليونان 2006
- معرض قاعة الزمالك للفن 2006
- معرض «نجوم اليوم» بمتحف محمود خليل 2006
- منتدى دبي الدولي للنحت 2007
- منتدى أرانجلوفا الدولي للنحت - صربيا 2007
- منتدى حسين جزير الدولي للنحت - تركيا 2007
- صالون الخريف الدولي في باريس - فرنسا 2008
- منتدى «مدينتي» الدولي للنحت 2008
- منتدى الدراما الدولي للنحت - اليونان 2008
- منتدى كوركا الدولي للنحت - ألبانيا 2009
- معرض «بورترية النحت» بمركز الإبداع بالأسكندرية 2009
- معرض «وجوه» بمتحف محمود خليل 2009
- منتدى تيميسوارا الدولي للنحت - رومانيا 2010
- بينالي الإكوادور للفنون المتوارثة في دورته الثالثة - الإكوادور 2010
- منتدى بانديرما الدولي للنحت - تركيا 2011
- منتدى ألبيانو الدولي للنحت - إيطاليا 2011
- منتدى بينزا الدولي للنحت - روسيا 2011
- المعرض السنوي الرابع «التشكيل في الفن» بجاليري مسار 2011
- معرض «تمثال» بجاليري مصر بالزمالك 2011
- منتدى شتاين ويندن الدولي لنحت - ألمانيا 2012
- منتدى بيرجين الدولي للنحت - النرويج 2013
- صالون القاهرة للفنون التشكيلية بقصر الفنون في دورته السادسة والخمسين 2013

## الجوائز
- الجائزة التشجيعية في صالون الشباب للنحت في أول ورابع وسابع دوراته 1995/1992/1989
- الجائزة الأولى في صالون الشباب للنحت في دوراته الثانية والثالثة 1991/1990
- جائزة مسابقة مختار 1991
- جائزة النحت في صالون الأعمال الفنية الصغيرة 1998
- الجائزة الأولى في بينالي الإكوادور في دورته الثالثة 2010
- جائزة الدولة التشجيعية في الفنون (النحت) 2016[8]

## المقتنيات
- متحف الفن الحديث
- المتحف المفتوح بأسوان
- دار الأوبرا المصرية
- مسرح الجمهورية بالقاهرة
- مركز الهناجر للفنون
- وزارة الثقافة
- صندوق التنمية الثقافية
- فندق الماسة بالعاصمة الإدارية الجديدة
- مطار القاهرة الدولي
- متحف جامعة حلوان
- متحف ألبيانو للفن الحديث في ميلانو
- بعض المقتنيات الخاصة لدى أفراد داخل وخارج مصر
- عدة أعمال صرحية في 22 دولة مثل: إيطاليا - أسبانيا - ألمانيا - النرويج - روسيا - الصين - سوريا - لبنان - السعودية - الإمارات العربية المتحدة - صربيا - رومانيا - ألبانيا - اليونان - تركيا - قبرص - مصر

## أعماله

أعمال ناجي فريد
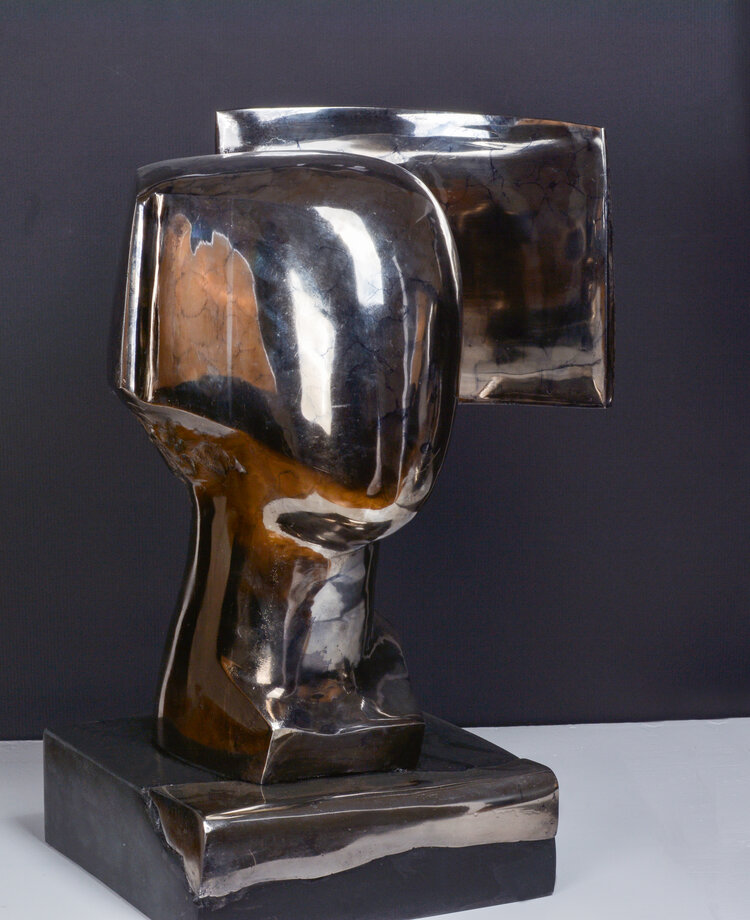
تمثال من البرونز مطلي بالنيكل كروم
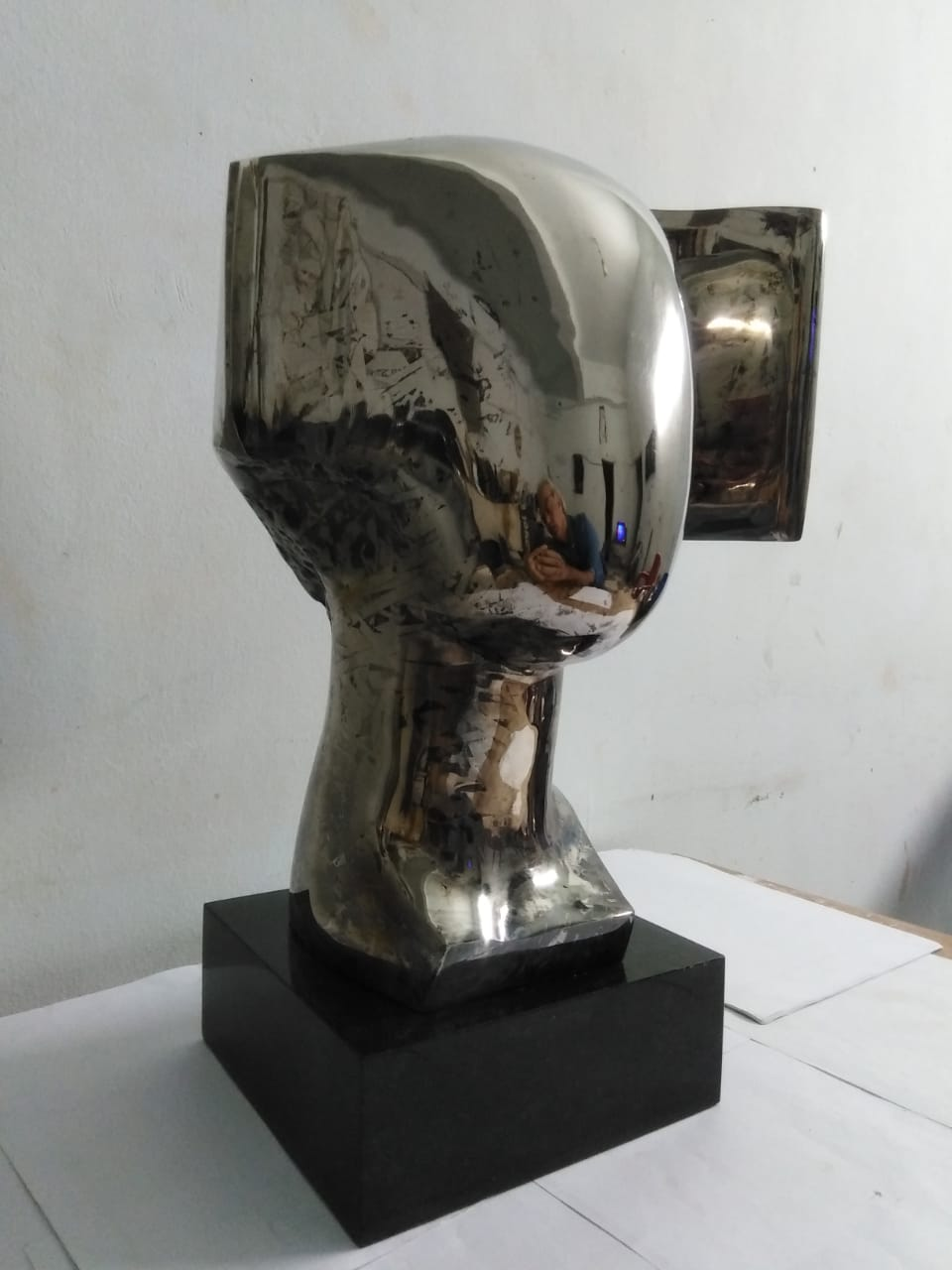
تمثال من البرونز مطلي بالنيكل كروم
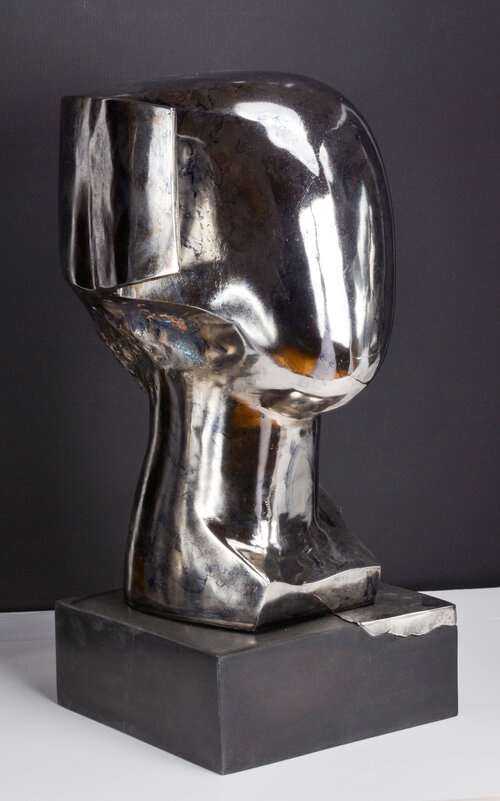
تمثال من البرونز مطلي بالنيكل كروم
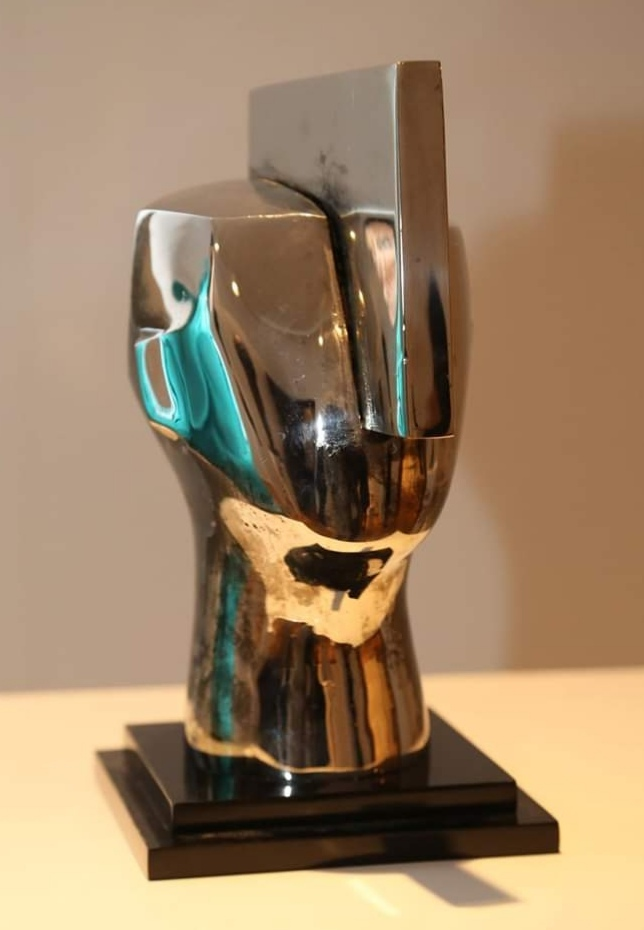
تمثال من البرونز مطلي بالنيكل كروم
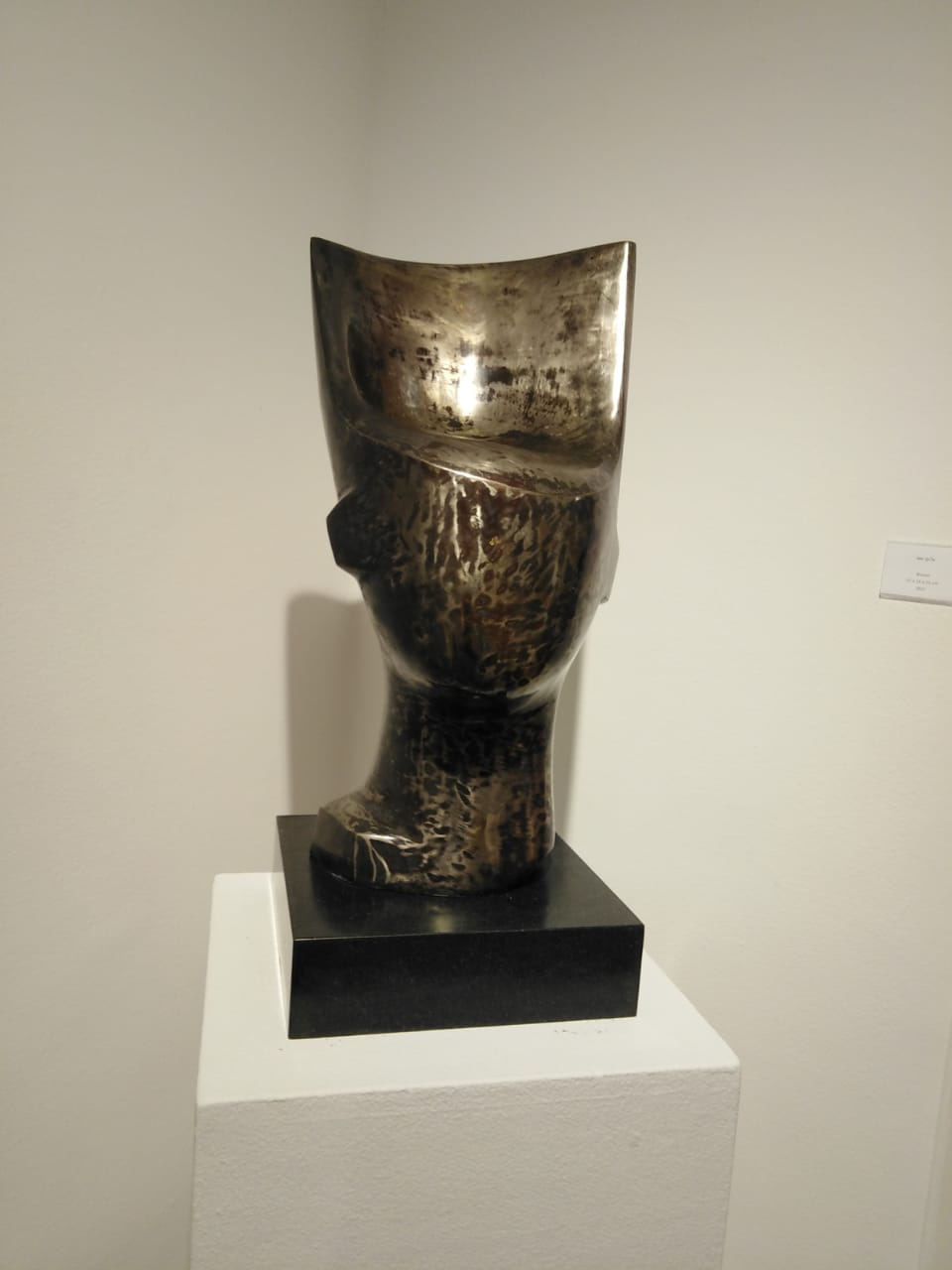
تمثال من البرونز
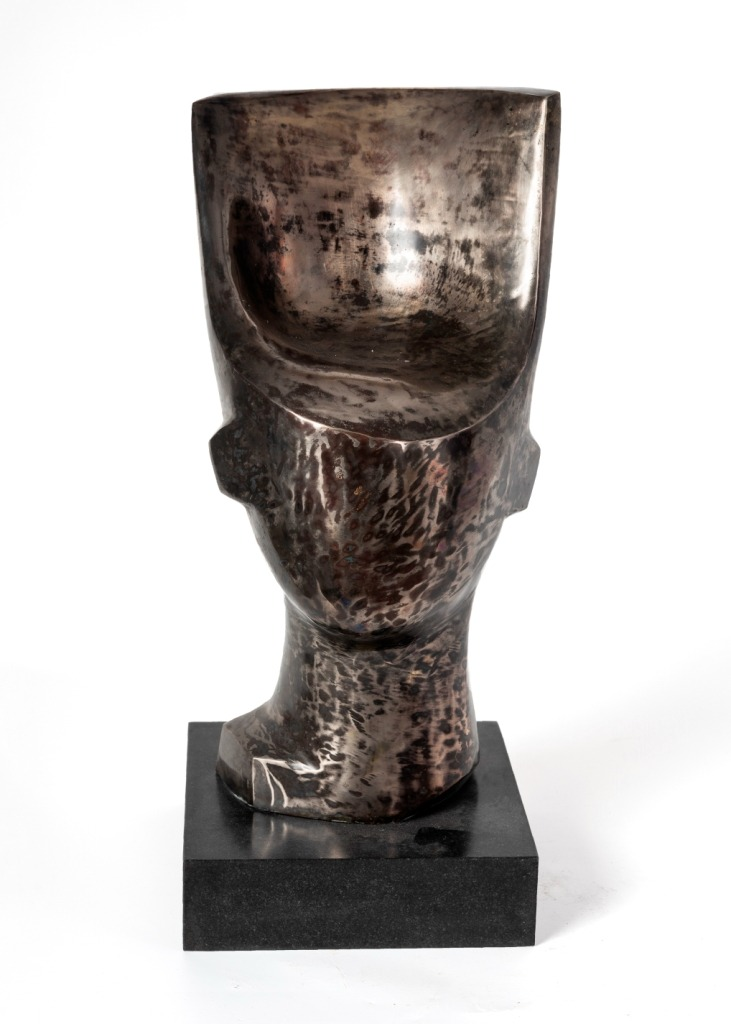
تمثال من البرونز
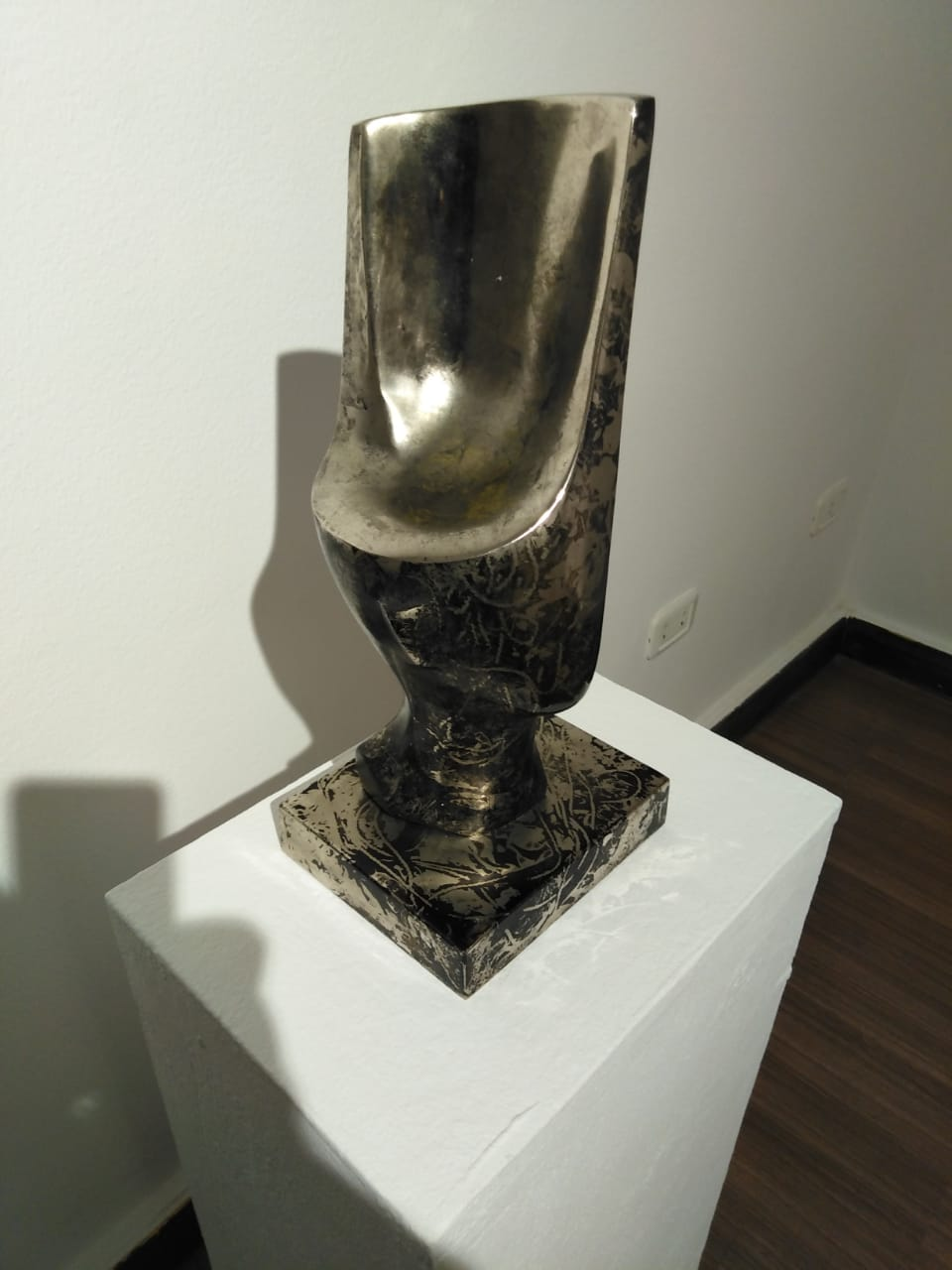
تمثال من البرونز
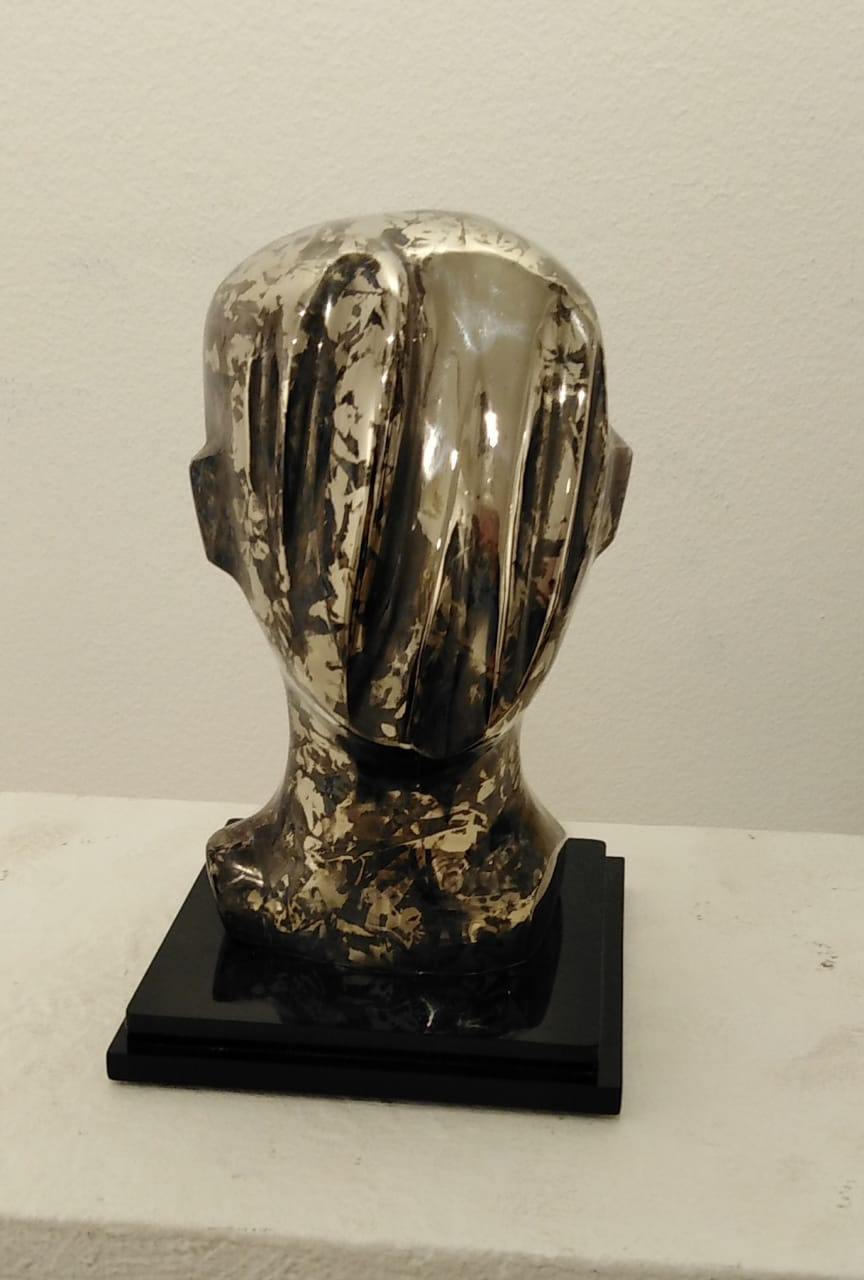
تمثال من البرونز
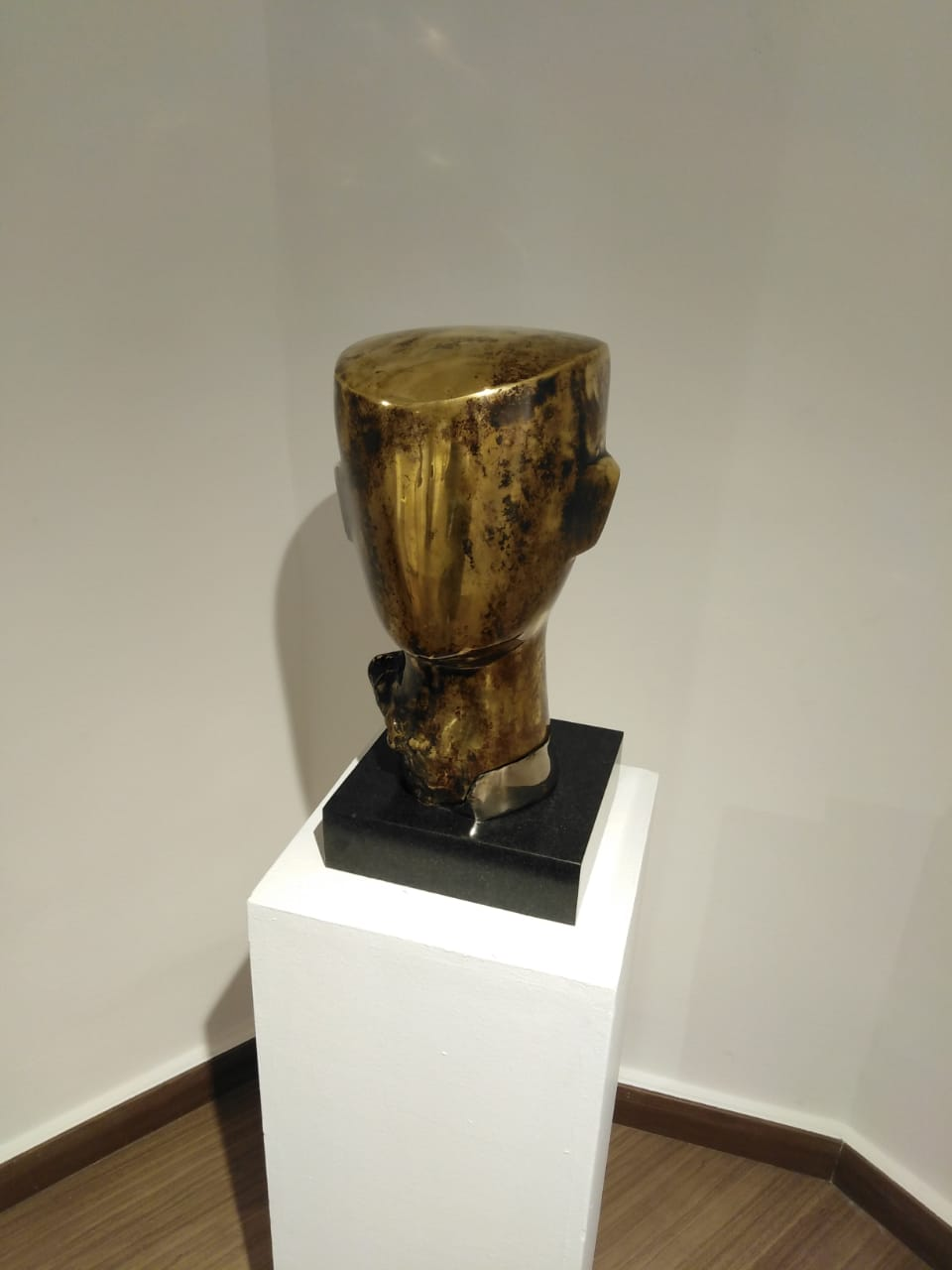
تمثال من البرونز
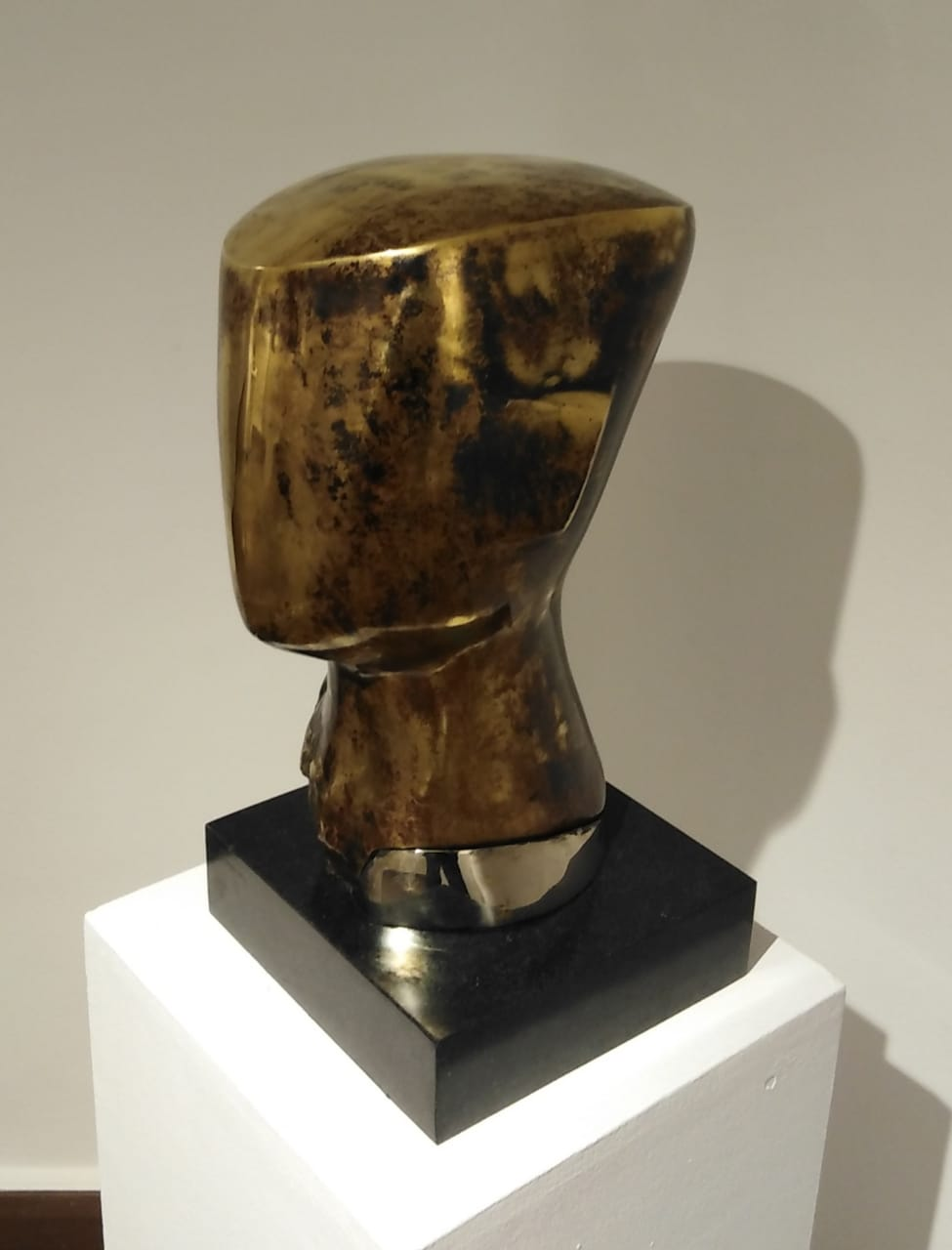
تمثال من البرونز
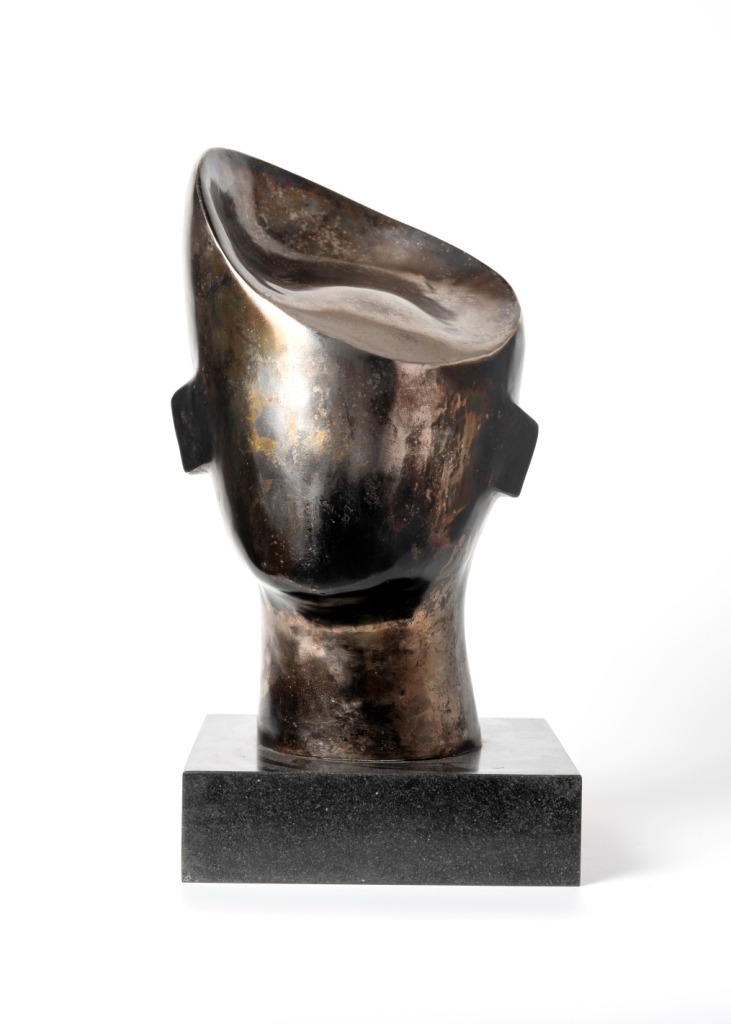
تمثال من البرونز
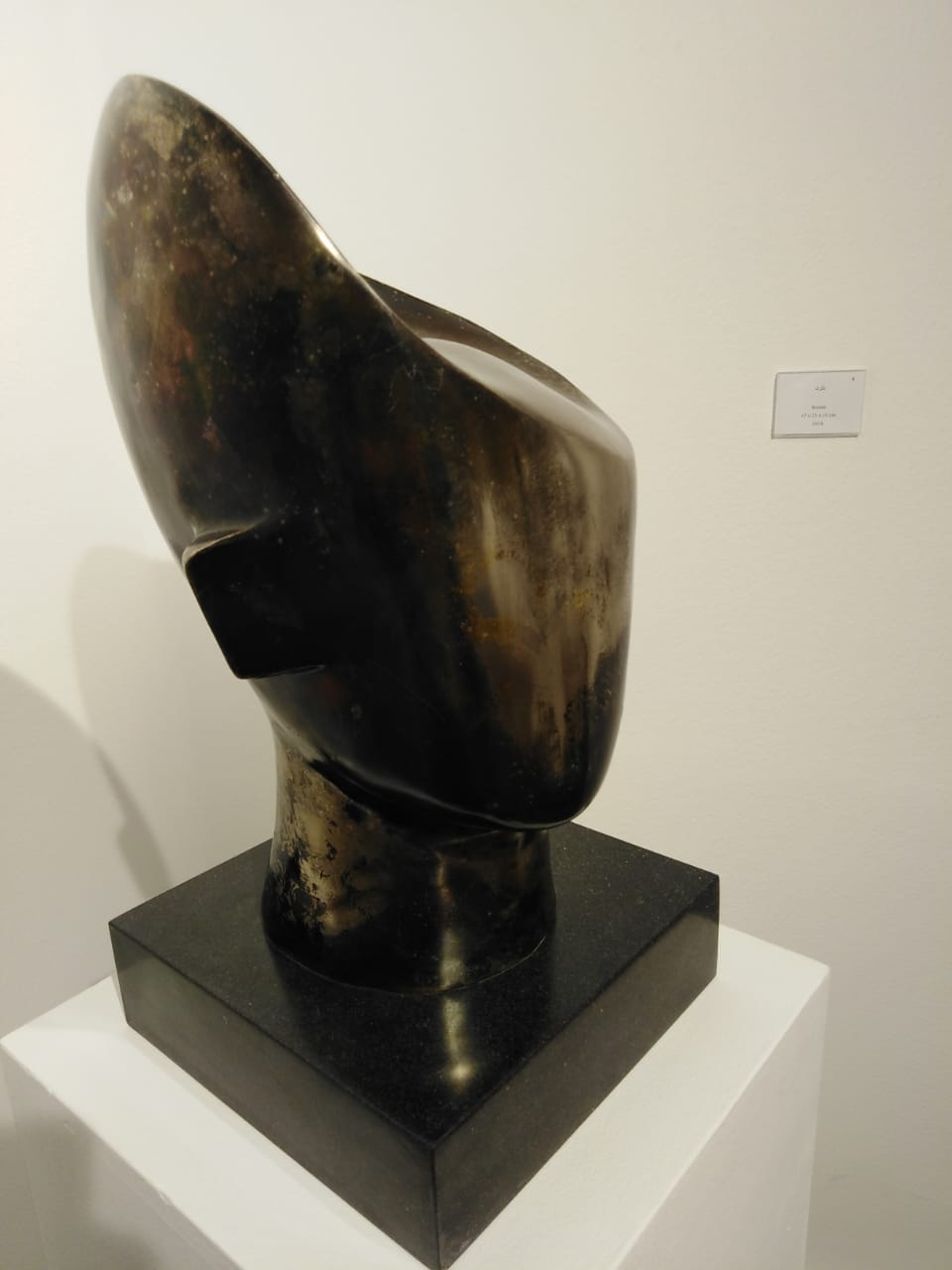
تمثال من البرونز
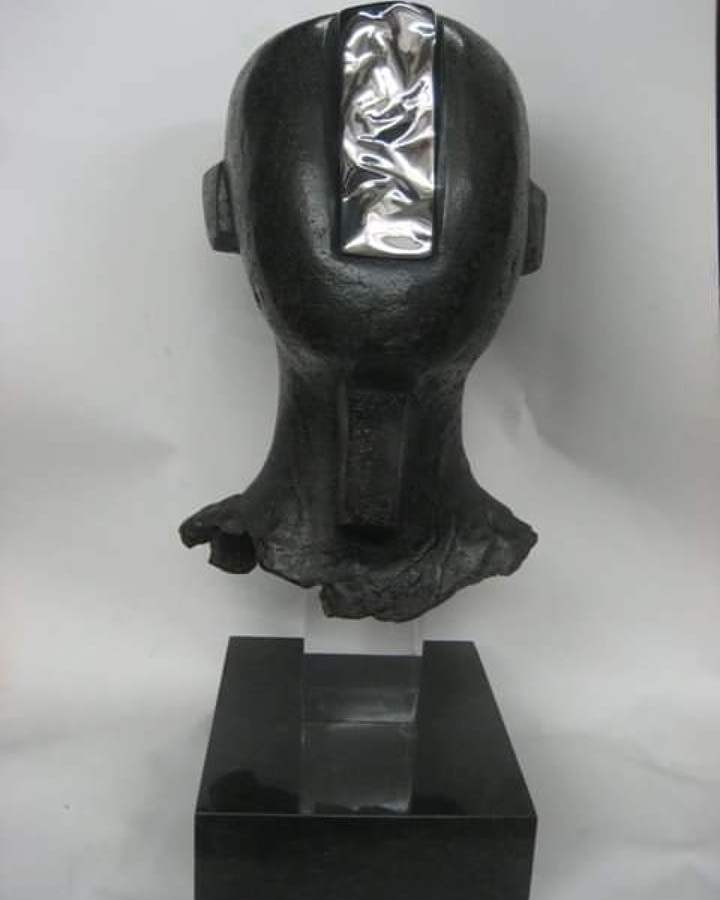
تمثال من البرونز
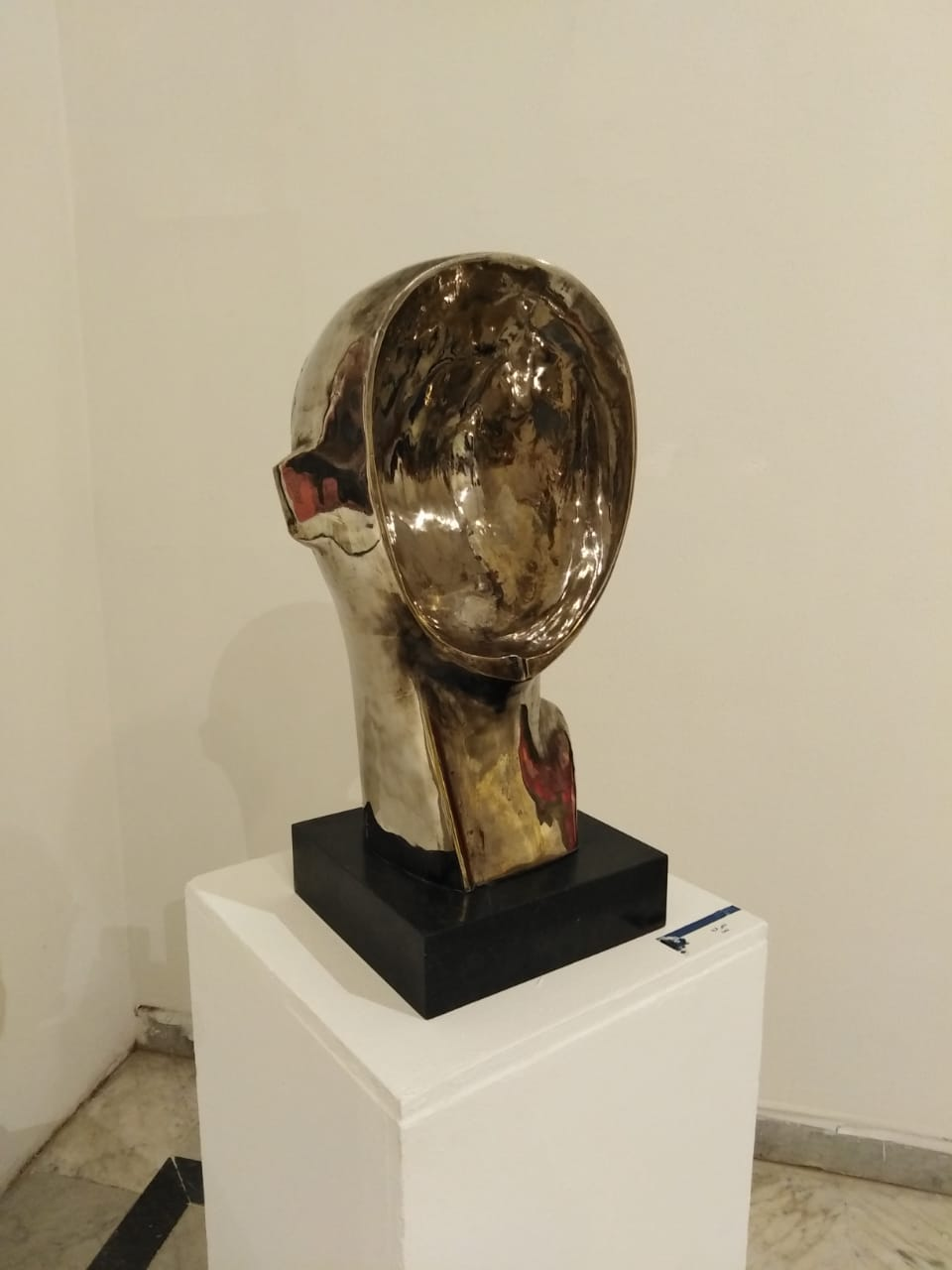
تمثال من البرونز
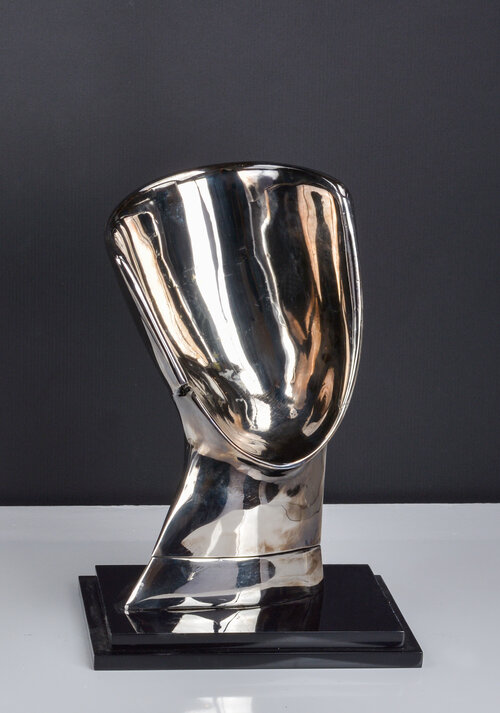
تمثال من البرونز مطلي بالنيكل كروم
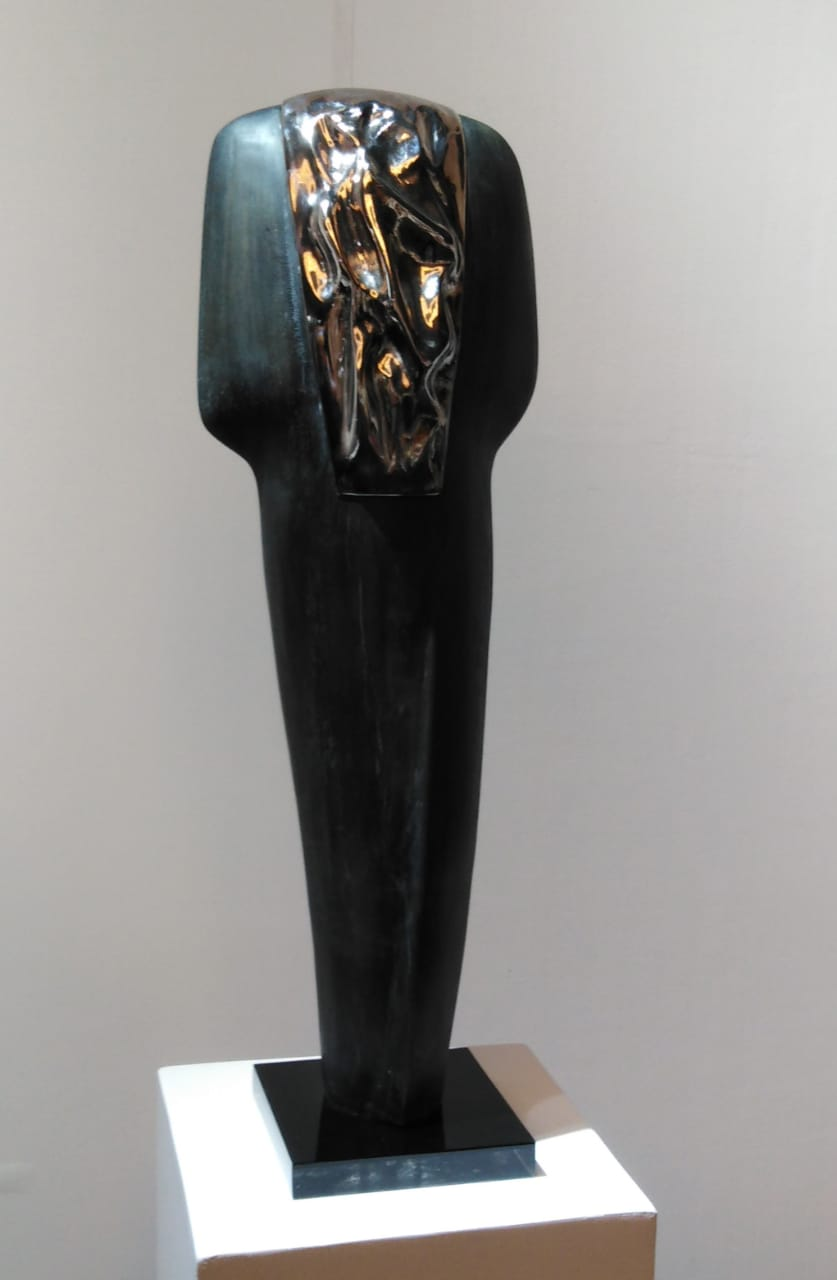
تمثال من الخشب و البرونز
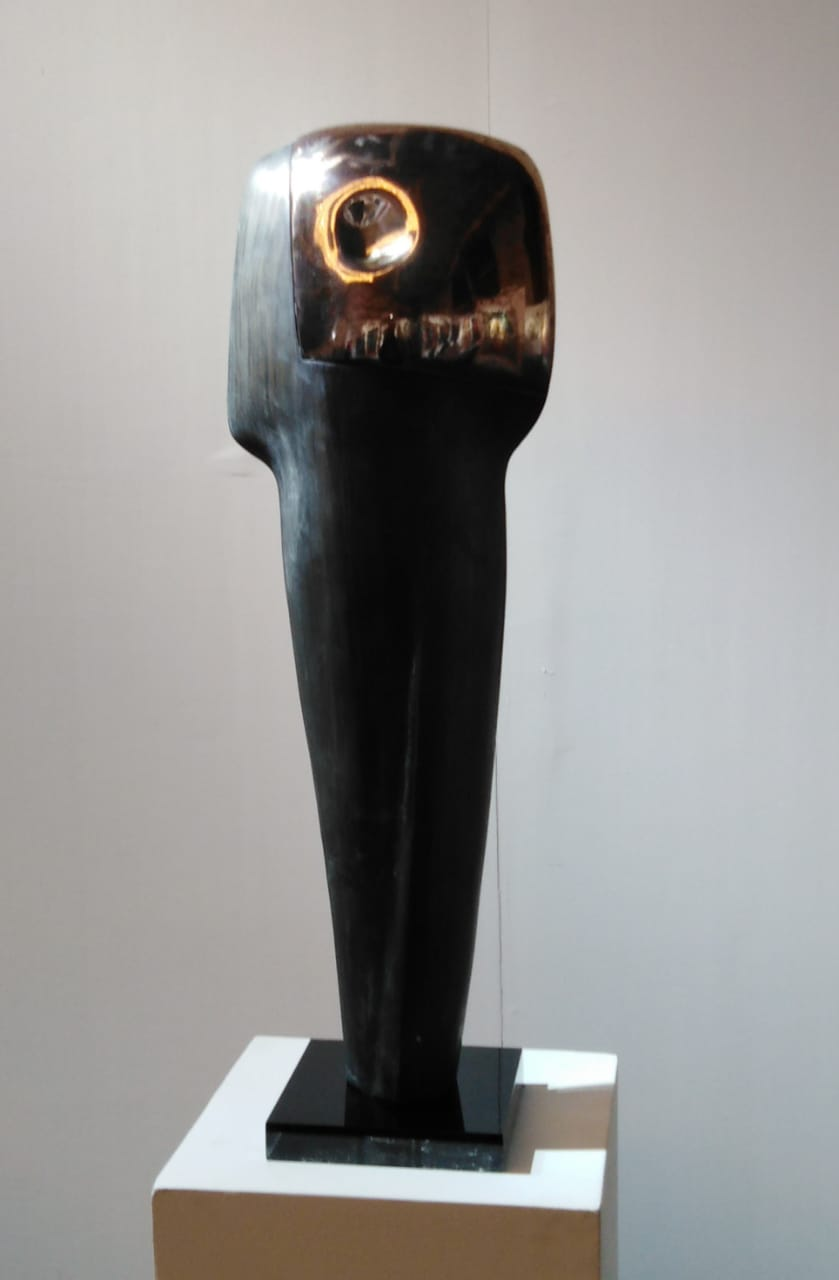
تمثال من الخشب و البرونز
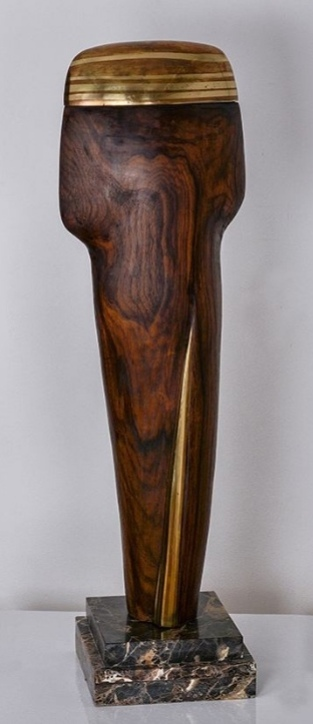
تمثال من الخشب و البرونز
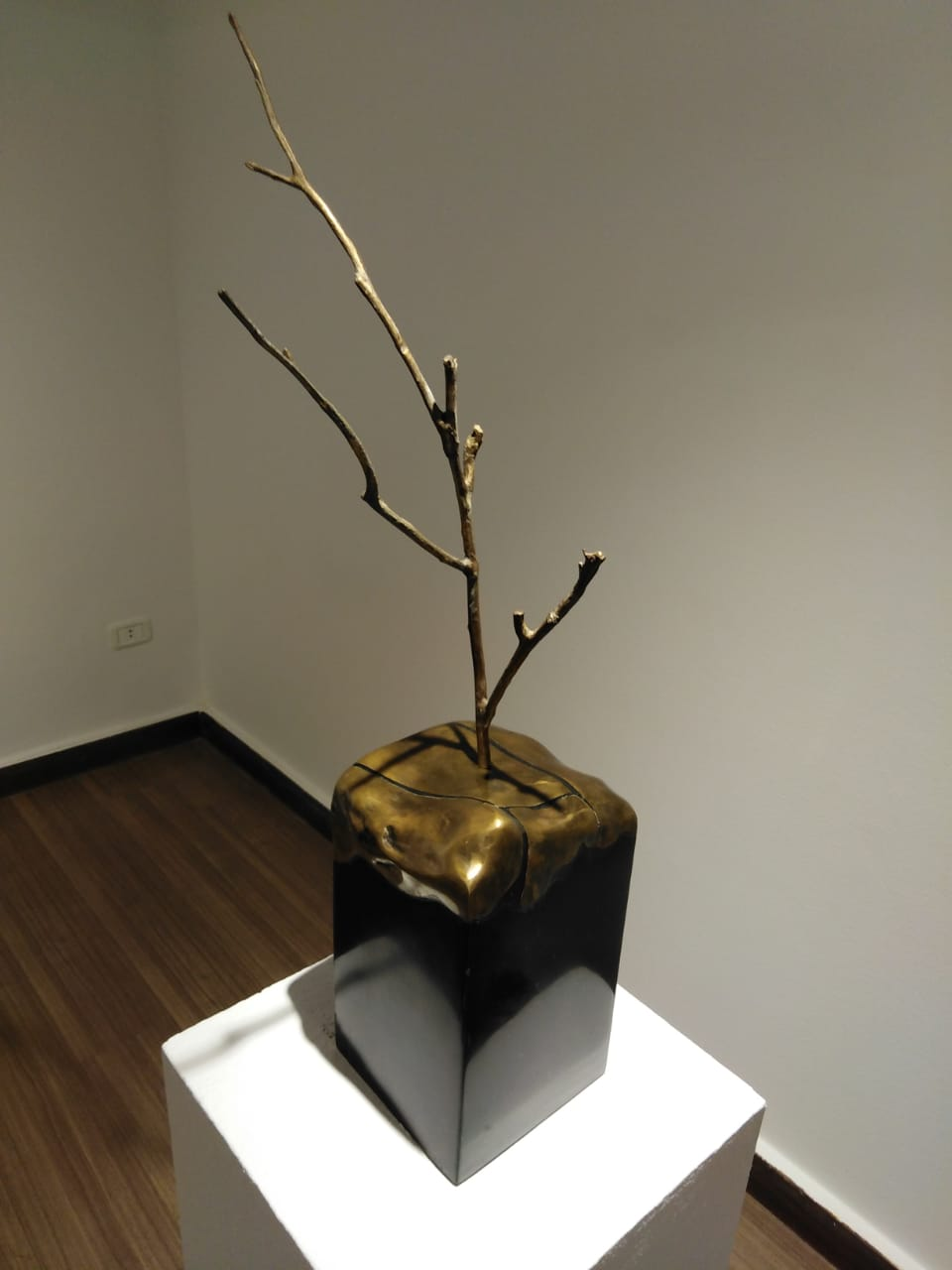
تمثال من الجرانيت و البرونز
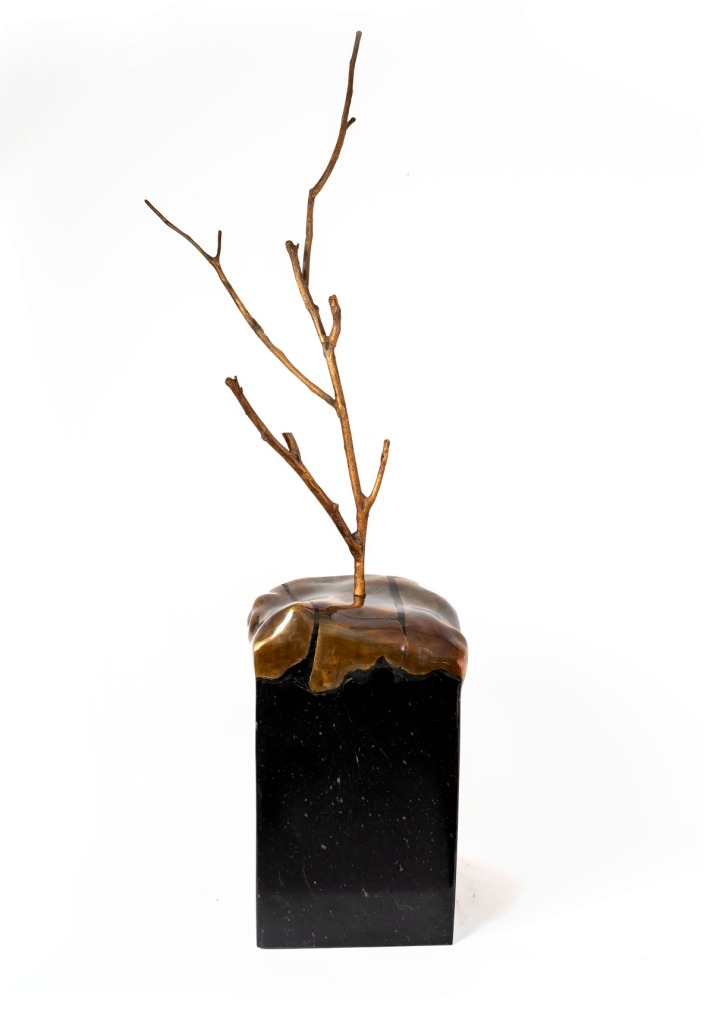
تمثال من الجرانيت و البرونز
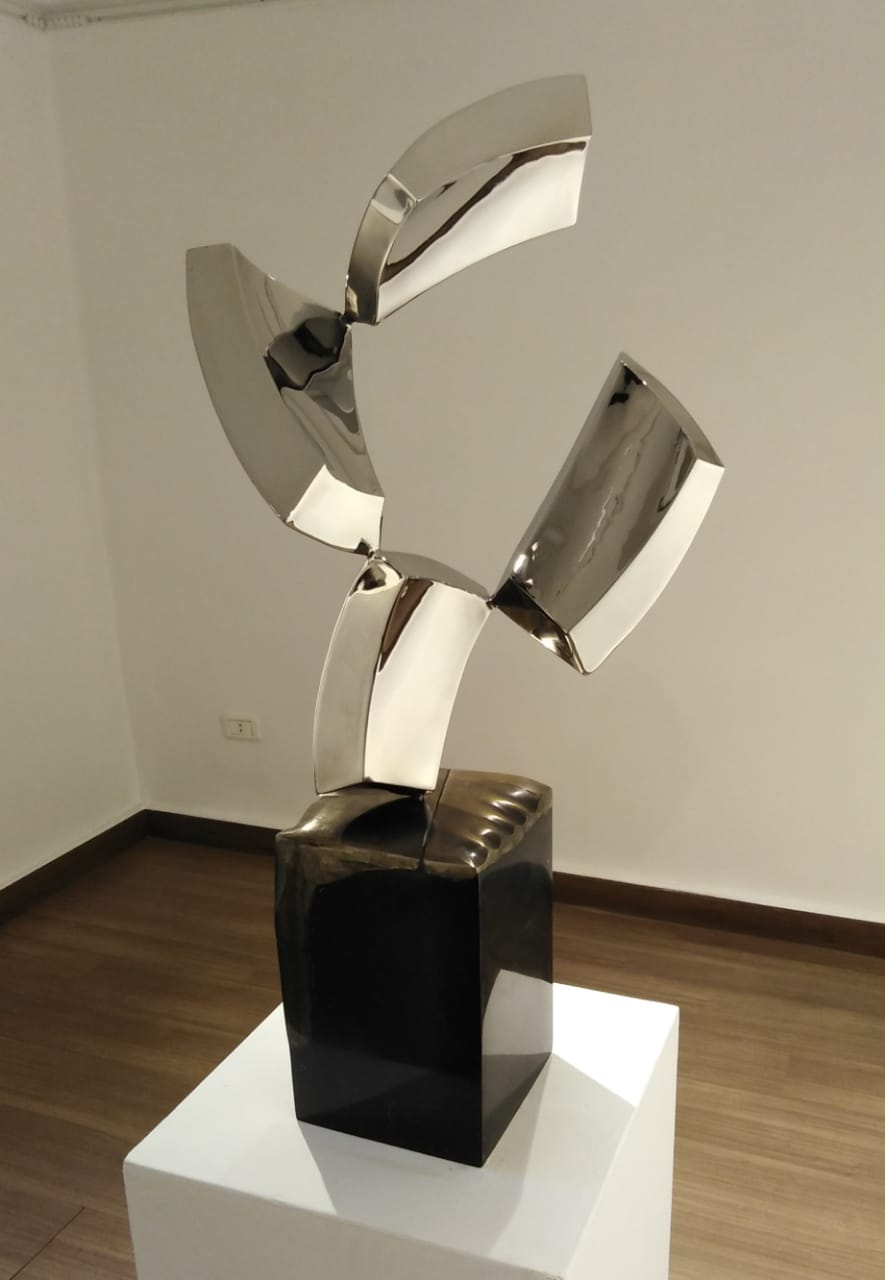
تمثال من الجرانيت و البرونز و الإستنلس ستيل
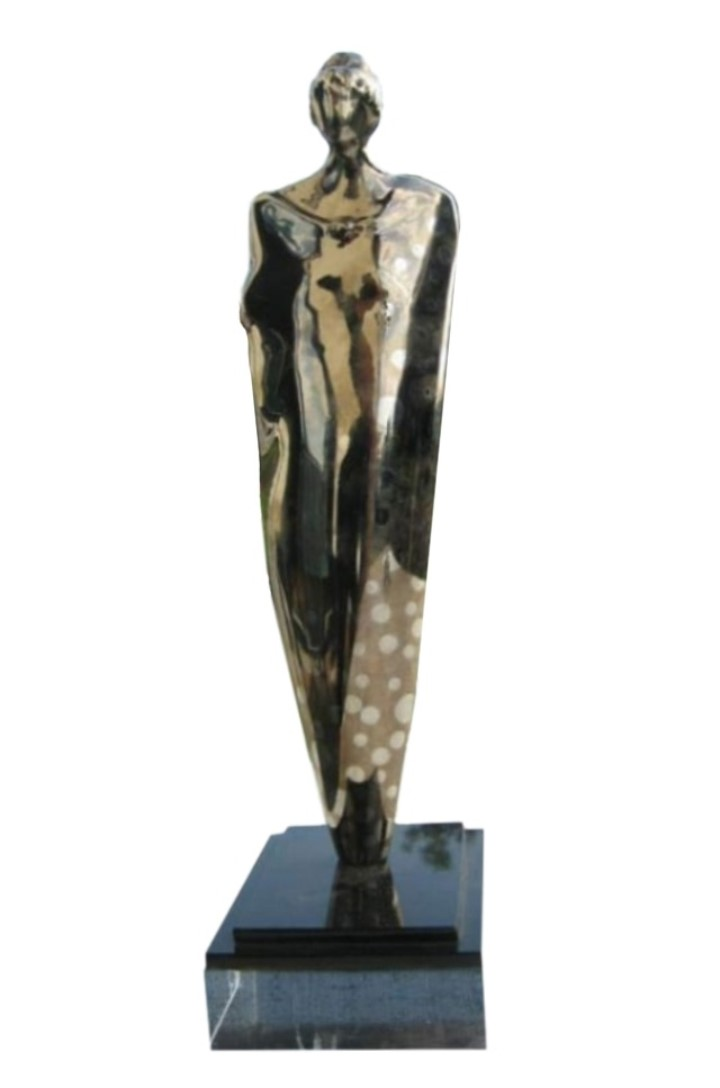
تمثال من البرونز مطلي بالنيكل كروم
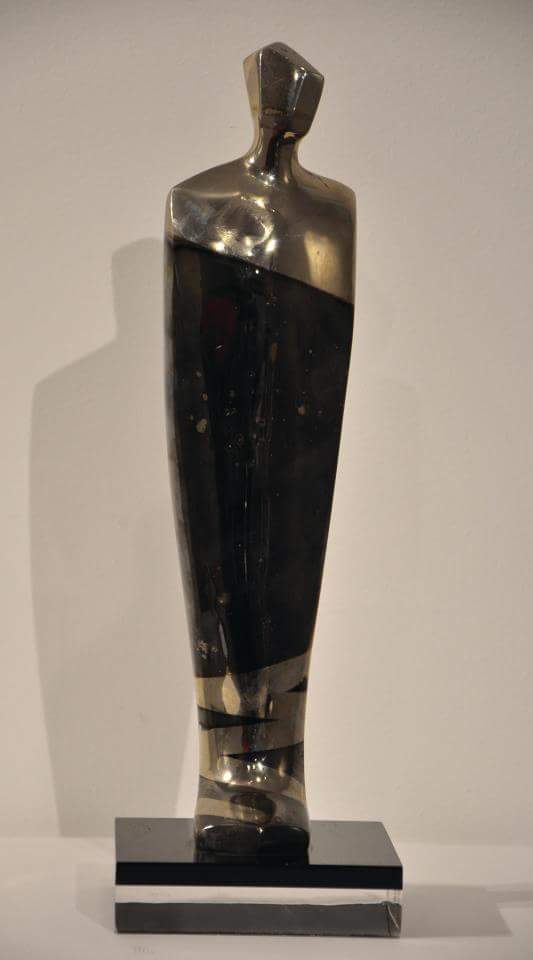
تمثال من البرونز مطلي بالنيكل كروم
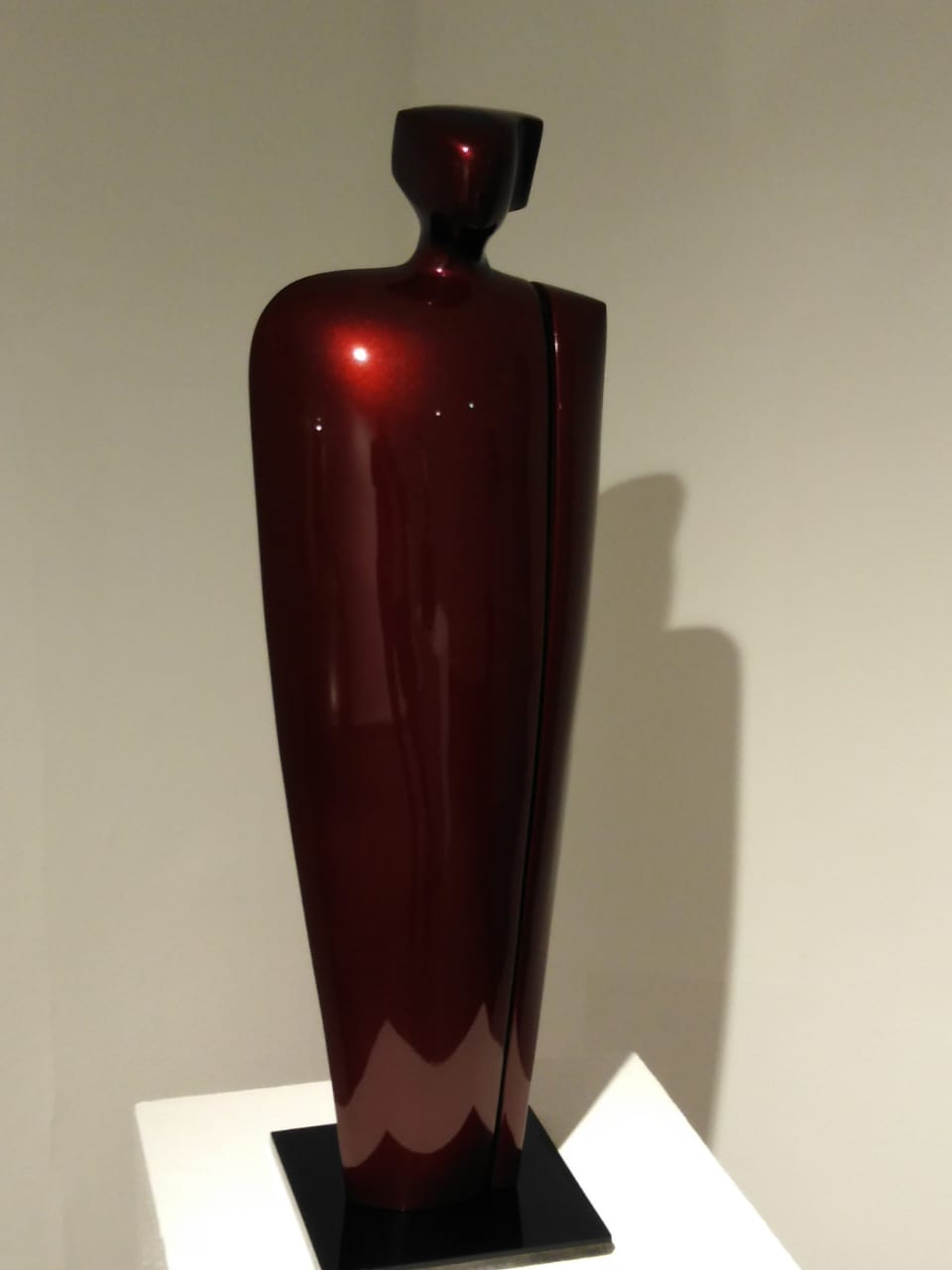
تمثال من البرونز
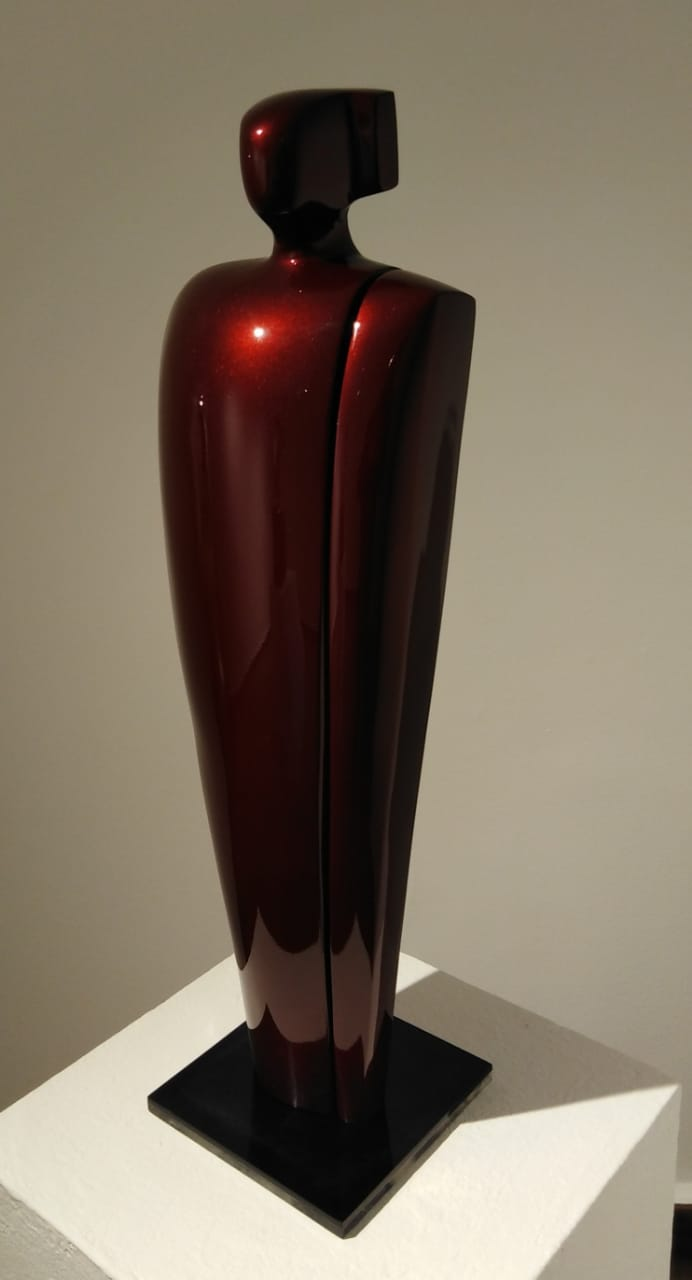
تمثال من البرونز
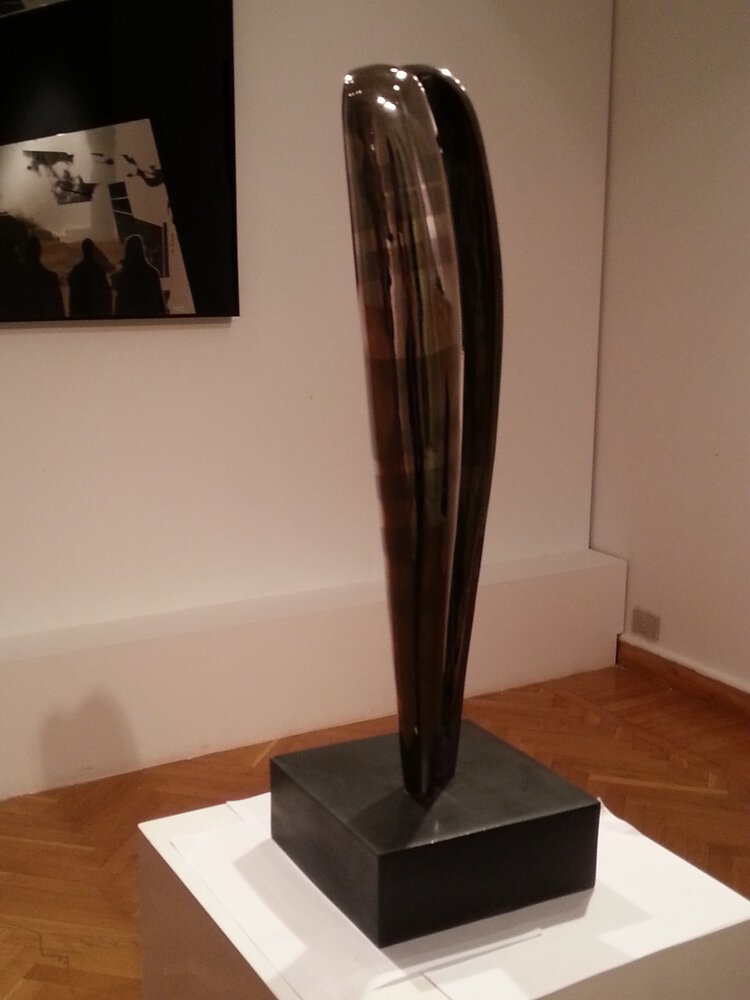
تمثال من البرونز مطلي بالنيكل كروم
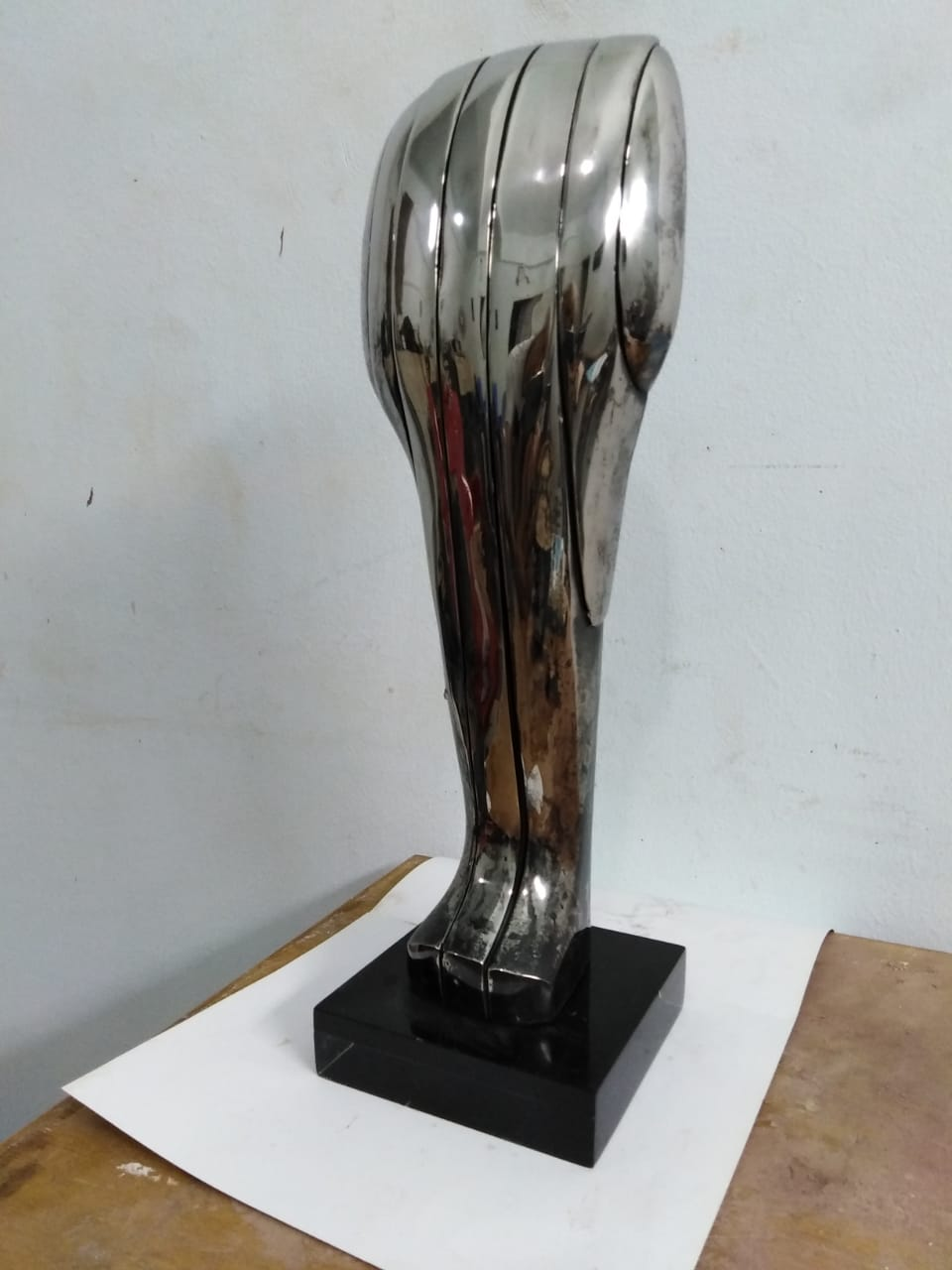
تمثال من البرونز مطلي بالنيكل كروم
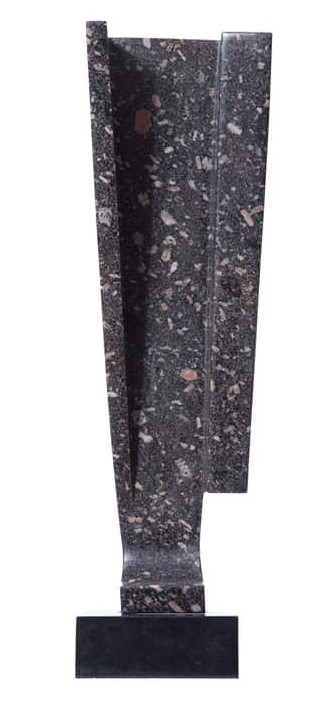
تمثال من الجرانيت
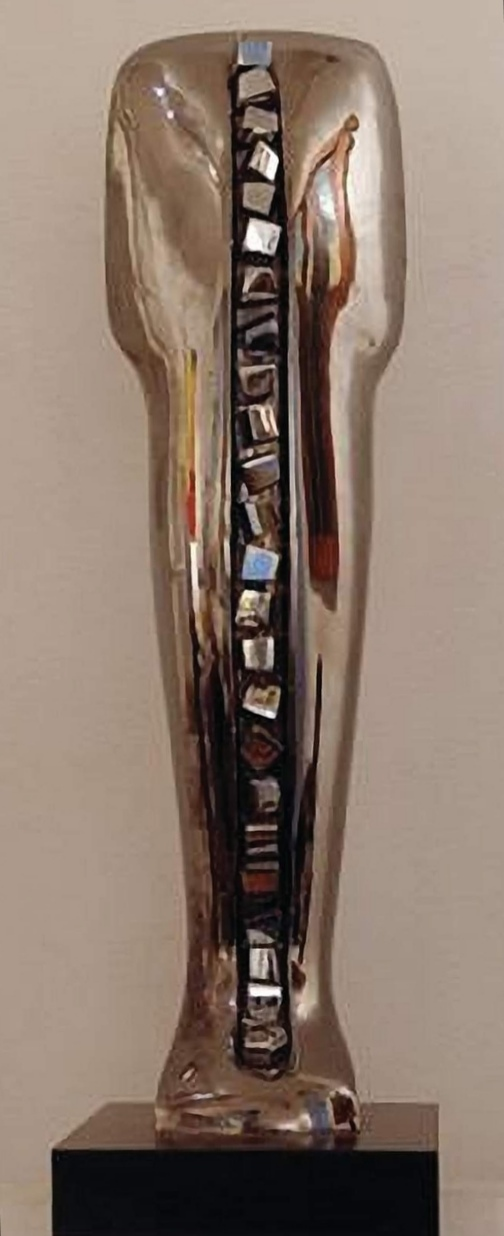
تمثال من البرونز مطلي بالنيكل كروم
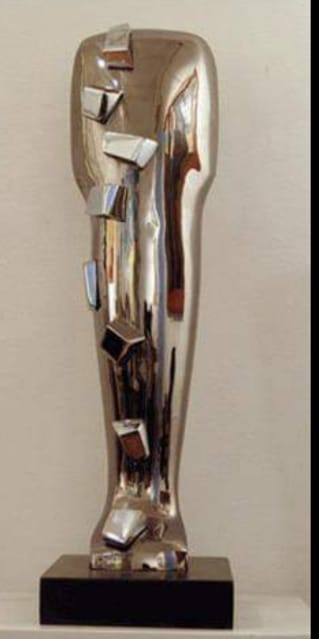
تمثال من البرونز مطلي بالنيكل كروم
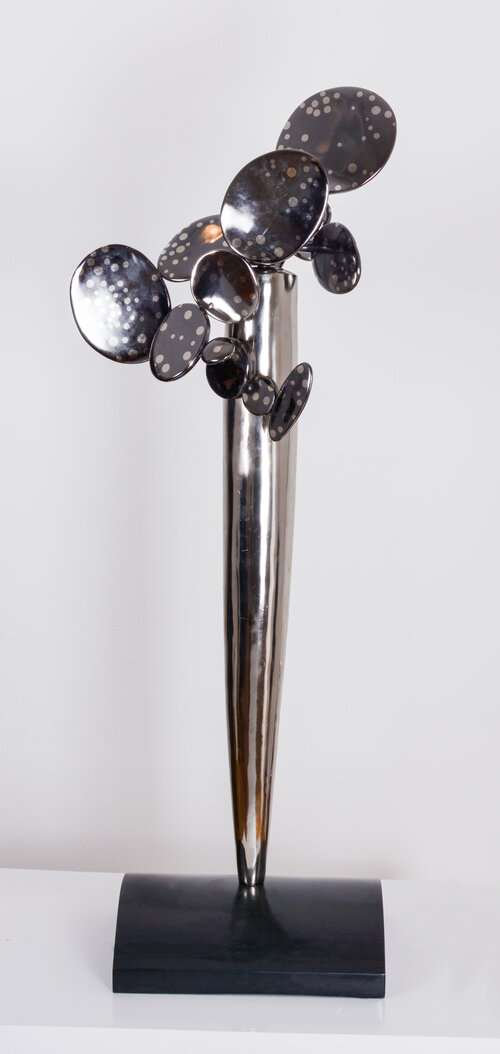
تمثال من البرونز مطلي بالنيكل كروم
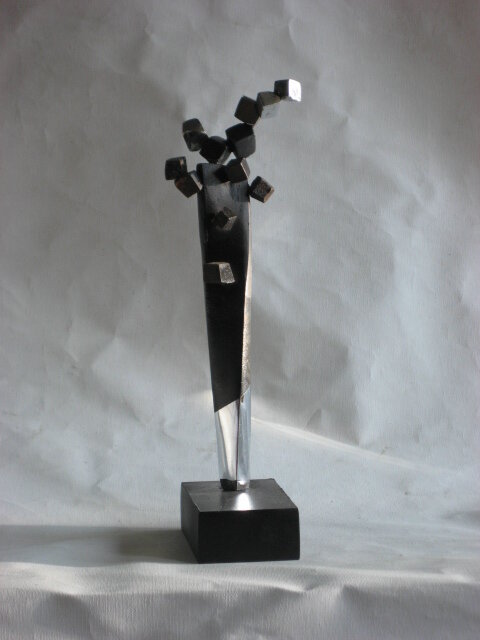
تمثال من البرونز مطلي بالنيكل كروم
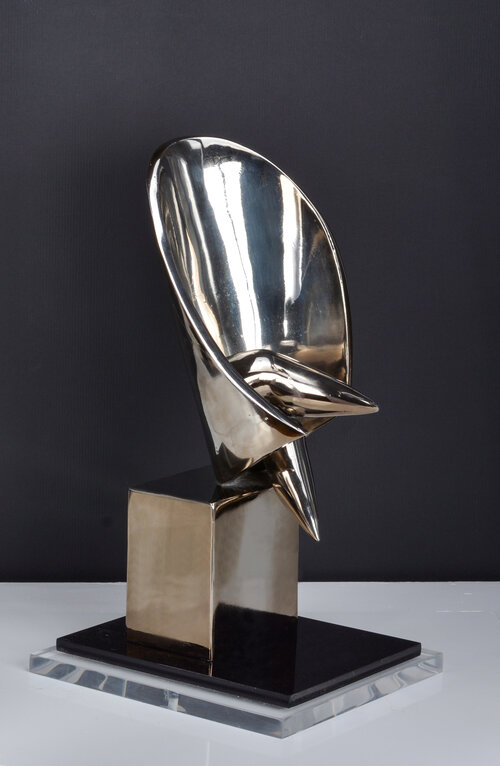
تمثال من البرونز مطلي بالنيكل كروم
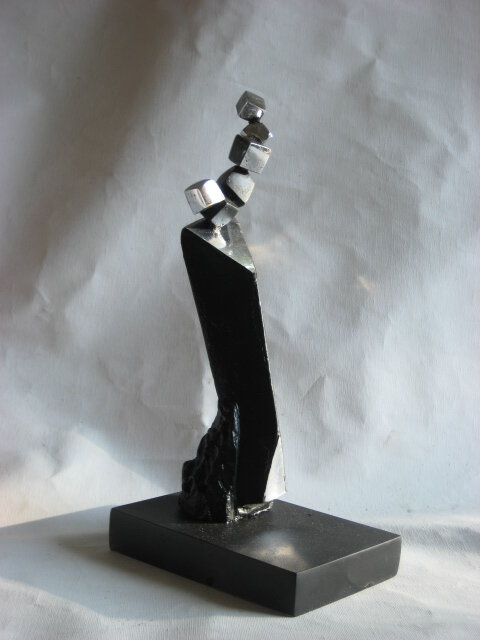
تمثال من البرونز مطلي بالنيكل كروم